# アットマーク国際高等学校
アットマーク国際高等学校（アットマークこくさいこうとがっこう、英: Atmark Cosmopolitan High School）は、石川県白山市美川浜町にある私立の広域通信制高等学校。

## 概要
- 内閣府および文部科学省より「美川サイバータウン教育特区（白山市美川教育特区）」の認定を受け、アットマーク・ラーニングが2004年（平成16年）9月に開校した。
- 白山市立美川中学校内に本校がある。

## キャンパス
- 金沢学習センター（石川県金沢市上堤町1-35）

## 設置学科
- 普通科

## コース紹介（学習形態）
- スクールコース - 週に0～5日、マイペースで学習センターに通いながら学ぶコース。通学スケジュールを生徒一人ひとりの希望や目標・環境に合わせながら習熟度や進学希望に沿った指導を受けられる。
- ネットコース - 生徒一人ひとりに担任の先生がつき、生徒に寄り添い、励まし、学習計画を立てながら無理なく卒業までサポートする。インターネット上で対面指導やメッセージのやり取りなどができるため、在宅中心で学習を進められる。
- セルフコース - 登校などはせずに在宅中心に学習を進めていく。特別な理由がない限り社会人のみとなる。

## 所在地
〒929-0233 石川県白山市美川浜町タ5番地

## 姉妹校
- 東京インターハイスクール
- アットマーク明蓬館高等学校